# 聖地牙哥德丘科區

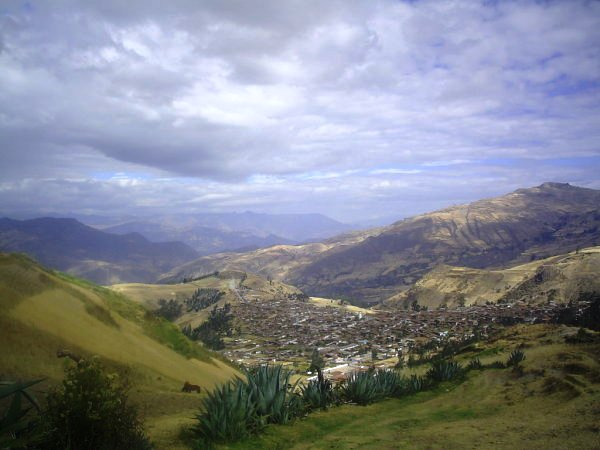

聖地牙哥德丘科區（西班牙語：Distrito de Santiago de Chuco），是秘魯的一個區，位於該國西北部拉利伯塔德大區的聖地亞哥德丘科省，面積1,073.63平方公里，海拔高度3,099米，2005年人口21,190，人口密度每平方公里20人。